# Championnat d'Arménie de football 1997
Navigation
Saison précédente Saison suivante
La saison 1997 du Championnat d'Arménie de football était la 6e édition de la première division arménienne, la Premier-Liga. Les dix meilleurs clubs du pays sont réunis au sein d'une poule unique où ils s'affrontent deux fois au cours de la saison, à domicile et à l'extérieur. À la fin de la saison, le dernier du classement est relégué tandis que l'avant-dernier dispute un barrage de promotion-relégation face au vice-champion de Second-Liga, la deuxième division arménienne. Cette saison sert de transition entre le championnat 1996-97 à calendrier "occidental" et l'édition 1998 qui reprendra un calendrier plus utilisé dans les régions d'Europe du Nord et de l'Est, sur l'année civile.
Le FC Erevan remporte le tout premier titre de champion d'Arménie de son histoire en terminant en tête du classement final, avec 2 points d'avance sur le Shirak FC Giumri et 8 sur le duo composé du Erebuni-Homenmen Erevan et du double tenant du titre, le Pyunik Erevan.
Le forfait avant le démarrage du championnat du Van Erevan permet le repêchage du Erebuni-Homenmen Erevan, qui va mettre à profit cette deuxième chance en terminant sur le podium et s'offrir du même coup une qualification européenne par le biais de la Coupe Intertoto.

## Les 10 clubs participants
| - Ararat Erevan - Karabakh Erevan - Pyunik Erevan - Erebuni-Homenmen Erevan - Tsement Ararat | - Shirak FC Giumri - Kotayk Abovian - Lori Vanadzor - Promu de Second-Liga - FC Erevan - Dvin Artashat - Promu de Second-Liga |

## Compétition
Le barème de points servant à établir le classement se décompose ainsi :
- Victoire : 3 points
- Match nul : 1 point
- Défaite : 0 point

### Classement
| Rang | Équipe                  | Pts | J  | G  | N | P  | Bp | Bc | Diff |
| ---- | ----------------------- | --- | -- | -- | - | -- | -- | -- | ---- |
| 1    | FC Erevan               | 43  | 18 | 13 | 4 | 1  | 41 | 10 | +31  |
| 2    | Shirak FC Giumri        | 41  | 18 | 12 | 5 | 1  | 46 | 8  | +38  |
| 3    | Erebuni-Homenmen Erevan | 35  | 18 | 11 | 2 | 5  | 35 | 20 | +15  |
| 4    | Pyunik Erevan T         | 35  | 18 | 11 | 2 | 5  | 42 | 16 | +26  |
| 5    | Tsement Ararat          | 27  | 18 | 8  | 3 | 7  | 28 | 27 | +1   |
| 6    | Ararat Erevan           | 27  | 18 | 7  | 6 | 5  | 32 | 21 | +11  |
| 7    | Kotayk Abovian          | 19  | 18 | 5  | 4 | 9  | 31 | 33 | -2   |
| 8    | Karabakh Erevan         | 18  | 18 | 5  | 3 | 10 | 13 | 28 | -15  |
| 9    | Dvin Artashat P         | 7   | 18 | 1  | 4 | 13 | 16 | 52 | -36  |
| 10   | Lori Vanadzor P         | 1   | 18 | 0  | 1 | 17 | 7  | 76 | -69  |

|  | Qualification pour la Ligue des champions 1998-1999 |
|  | Qualification pour la Coupe UEFA 1998-1999          |
|  | Qualification pour la Coupe Intertoto 1998          |
|  | Participation au barrage de promotion-relégation    |
|  | Relégation en deuxième division                     |
|  | T Tenant du titre P Promu de Second-Liga            |

### Matchs
| Résultats (▼dom., ►ext.) | FCE | Shi | E-H | Pyu | Tse | Ara | Kot | Kar | Dvi | Lor  |
| FC Erevan                |     | 3-0 | 1-2 | 1-0 | 3-1 | 1-0 | 2-0 | 1-1 | 1-0 | 3-0  |
| Shirak FC Giumri         | 0-0 |     | 2-0 | 1-0 | 3-1 | 1-1 | 3-0 | 3-0 | 4-1 | 10-0 |
| Erebuni-Homenmen Erevan  | 0-2 | 0-3 |     | 3-0 | 1-2 | 1-3 | 4-1 | 3-1 | 5-0 | 5-1  |
| Pyunik Erevan            | 1-3 | 0-0 | 1-1 |     | 4-0 | 1-3 | 4-1 | 3-2 | 2-0 | 10-0 |
| Tsement Ararat           | 1-4 | 0-0 | 0-2 | 0-2 |     | 1-0 | 2-1 | 1-0 | 5-2 | 8-0  |
| Ararat Erevan            | 2-2 | 1-1 | 0-1 | 1-2 | 3-0 |     | 1-1 | 3-0 | 2-2 | 6-1  |
| Kotayk Abovian           | 0-0 | 0-4 | 1-1 | 0-3 | 1-1 | 3-0 |     | 1-2 | 4-2 | 8-2  |
| Karabakh Erevan          | 1-4 | 0-2 | 1-2 | 0-1 | 0-2 | 1-1 | 1-0 |     | 0-0 | 2-1  |
| Dvin Artashat            | 1-5 | 1-6 | 1-3 | 1-3 | 1-1 | 1-3 | 0-6 | 0-1 |     | 2-0  |
| Lori Vanadzor            | 0-5 | 0-3 | 0-1 | 0-5 | 0-1 | 0-2 | 1-3 | 0-1 | 1-1 |      |

#### Barrage de promotion-relégation
| Équipe 1      | Résultat | Équipe 2       |
| ------------- | -------- | -------------- |
| Dvin Artashat | 3 - 1    | FC Spitak (D2) |

## Bilan de la saison
| Championnat d'Arménie de football 1997 |                         |
| Champion                               | FC Erevan (1er titre)   |
| Coupes et trophées                     |                         |
| Vainqueur de la Coupe d'Arménie 1997   | Non disputée            |
| Qualifications continentales           |                         |
| Ligue des champions 1998-1999          | FC Erevan               |
| Coupe UEFA 1998-1999                   | Shirak FC Giumri        |
| Coupe Intertoto 1998                   | Erebuni-Homenmen Erevan |
| Promotions et relégations              |                         |
| Promus en Premier-Liga                 | Shirak-2 Giumri         |
| Relégués en Second-Liga                | Lori Vanadzor           |